# Georg Zilch
Josef Georg Zilch (* 3. April 1855 in Offenbach am Main; † 12. September 1930 in Heppenheim) war ein hessischer Politiker (Zentrum) und Abgeordneter des Landtags des Volksstaates Hessen in der Weimarer Republik.

## Werdegang
Georg Zilch war der Sohn des Stuhlmachers Franz Josef Zilch und dessen Frau Margaretha, geborene Ritzel. Georg Zilch, der katholischer Konfession war, heiratete Margarethe, geborene Stappel. Er studierte in Gießen und Nancy und wurde promoviert, arbeitete als Lehrer, später Oberlehrer und zuletzt als Studienrat in Heppenheim. Georg Zilch gehörte der Zentrumspartei Hessen an. Als Nachfolger für Adam Joseph Schmitt war er 1920 bis 1921 Landtagsabgeordneter. 

## Werke
- Der Gebrauch des französischen Pronomens in der 2. Hälfte des XVI. Jahrhunderts dargestellt vornehmlich auf Grund der Schriften Estienne Pasquiers, 1891